# Lijst van oorlogsmonumenten in Roosendaal
De Nederlandse gemeente Roosendaal heeft veertien oorlogsmonumenten. Hieronder een overzicht.
| Nr.                             | Object                                  | Herdachte groep                                                                                  | Ontwerper                                           | Onthulling       | Type               | Locatie                                         | Plaats      | Coördinaten                   | Foto                                    |
| ------------------------------- | --------------------------------------- | ------------------------------------------------------------------------------------------------ | --------------------------------------------------- | ---------------- | ------------------ | ----------------------------------------------- | ----------- | ----------------------------- | --------------------------------------- |
| 269                             | Oorlogsmonument                         | geallieerde militairen                                                                           | U. Mion                                             | 26 augustus 1945 | begraafplaats/graf | Luienhoekweg, 4727 SG                           | Moerstraten | 51° 32' 12" NB, 4° 19' 28" OL |                                         |
| 522                             | Polar Bear                              | algemeen, geallieerde militairen                                                                 | Joop Vlak                                           |                  | zuil               | Kade, 4703 GA                                   | Roosendaal  | 51° 32' 3" NB, 4° 26' 59" OL  | Meer afbeeldingen                       |
| 1223                            | Bevrijdingsmonument                     | algemeen                                                                                         | Han Wezelaar                                        | 5 mei 1951       | beeld/sculptuur    | Parklaan, 4702 XA                               | Roosendaal  | 51° 32' 32" NB, 4° 27' 59" OL | Meer afbeeldingen                       |
| 2355                            | Monument bij het NS-station             | burgerslachtoffers                                                                               | J. Uiterwaal                                        | 1949             | plaquette          | Stationsplein, 4702 VX                          | Roosendaal  | 51° 32' 25" NB, 4° 27' 37" OL | Meer afbeeldingen                       |
| 2372                            | Monument voor het Korps Commandotroepen | militairen in dienst van het Ned. Kon. na 1945, militairen in dienst van het Ned. Kon. 1940-1945 | J. Krosch                                           | 22 augustus 1968 | beeld/sculptuur    | Parabaan 10, 4706 CN                            | Roosendaal  | 51° 31' 49" NB, 4° 28' 43" OL | Monument voor het Korps Commandotroepen |
| 2373                            | Vredeskapel                             | algemeen, geallieerde militairen, burgerslachtoffers                                             | Ir. Joseph Cuypers (kapel), Louis Schepers (altaar) | 4 mei 1946       | kapel              | Heijbeeksestraat 30, 4709 PD                    | Nispen      | 51° 28' 57" NB, 4° 28' 1" OL  | Vredeskapel                             |
| 2974                            | Korea-monument                          | militairen in dienst van het Ned. Kon. na 1945                                                   |                                                     | 12 februari 1982 | gedenksteen        | Parabaan 10, 4706 CN                            | Roosendaal  | 51° 31' 49" NB, 4° 28' 43" OL |                                         |
| 3435                            | Nunc Aut Nunquam                        | militairen in dienst van het Ned. Kon. 1940-1945, militairen in dienst van het Ned. Kon. na 1945 | P. Timmermans                                       | 4 mei 1988       | gedenkmuur         | Parabaan 10, 4706 CN                            | Roosendaal  |                               | Meer afbeeldingen                       |
| 3490                            | Dankbaarheidsmonument                   | algemeen                                                                                         | Charles Vos                                         | 1948             | beeld/sculptuur    | Kade 21, 4703 GA                                | Roosendaal  | 51° 32' 2" NB, 4° 27' 5" OL   |                                         |
| 3491                            | Wederopbouwmonument                     | overig                                                                                           | Charles Vos                                         | 1950             | beeld/sculptuur    | Burg. Prinsensingel 10a, 4701 HM                | Roosendaal  | 51° 32' 10" NB, 4° 27' 38" OL |                                         |
| 3492                            | Pater Alphonsus                         |                                                                                                  |                                                     |                  | reliëf             | Vincentiusstraat 5 (klooster Mariadal), 4701 LM | Roosendaal  | 51° 32' 16" NB, 4° 27' 38" OL |                                         |
| 3493                            | Monument voor Nederlandse Militairen    | militairen in dienst van het Ned. Kon. 1940-1945                                                 | Niel Steenbergen                                    | 1941             | begraafplaats/graf | Bredaseweg, 4702 KM                             | Roosendaal  | 51° 32' 17" NB, 4° 28' 15" OL |                                         |
| 3494                            | Oorlogsmonument                         | burgerslachtoffers                                                                               | Han Wezelaar                                        | 27 mei 1950      | kruis              | Bredaseweg, 4702 KM                             | Roosendaal  | 51° 32' 17" NB, 4° 28' 15" OL |                                         |
| 3505                            | Verzetsmonument                         | verzet Nederland                                                                                 | Ferry Lauwerijssen                                  | 4 mei 2010       | beeld/sculptuur    | Emile van Loonpark, 4701                        | Roosendaal  | 51° 32' 3" NB, 4° 27' 17" OL  |                                         |
| Dit oorlogsmonument op Wikidata | Stolpersteine                           | vervolgden Nederland                                                                             | Gunter Demnig                                       |                  | reliëf             | Zie Lijst van Stolpersteine in Roosendaal       | Roosendaal  |                               | Meer afbeeldingen                       |

Alphen-Chaam ·
Altena ·
Asten ·
Baarle-Nassau ·
Bergeijk ·
Bergen op Zoom ·
Bernheze ·
Best ·
Bladel ·
Boekel ·
Boxtel ·
Breda ·
Cranendonck ·
Deurne ·
Dongen ·
Drimmelen ·
Eersel ·
Eindhoven ·
Etten-Leur ·
Geertruidenberg ·
Geldrop-Mierlo ·
Gemert-Bakel ·
Gilze en Rijen ·
Goirle ·
Halderberge ·
Heeze-Leende ·
Helmond ·
's-Hertogenbosch ·
Heusden ·
Hilvarenbeek ·
Laarbeek ·
Land van Cuijk ·
Loon op Zand ·
Maashorst ·
Meierijstad ·
Moerdijk ·
Nuenen, Gerwen en Nederwetten ·
Oirschot ·
Oisterwijk ·
Oosterhout ·
Oss ·
Reusel-De Mierden ·
Roosendaal ·
Rucphen ·
Sint-Michielsgestel ·
Someren ·
Son en Breugel ·
Steenbergen ·
Tilburg ·
Valkenswaard ·
Veldhoven ·
Vught ·
Waalre ·
Waalwijk ·
Woensdrecht ·
Zundert